# Осётр (река)
Осётр — река в Московской, Рязанской и Тульской областях России. Правый приток Оки.
Длина — 228 км, площадь бассейна — 3480 км², по другим данным, длина — 237 км, площадь водосбора — 3350 км². Бо́льшая часть русла (149 км) и бассейна (2140 км²) — в пределах Подмосковья.
Берёт начало на Среднерусской возвышенности, из родника близ урочища (бывшая деревня) Мелеховка Тульской области. Течёт в живописной долине преимущественно в широтном направлении по холмистой безлесной местности. По верхнему течению Осетра — выходы известняка.
Впадает в Оку выше Коломны, напротив села Акатьево. Река несудоходна. На реке стоят город Зарайск и рабочий посёлок Серебряные Пруды.
Осётр пересекает автотрасса М4, в районе села Хрусловка через реку построен железнодорожный мост.
Питание преимущественно снеговое. Замерзает в ноябре, вскрывается в конце марта — апреле. Среднегодовой расход воды в 42 км от устья — 12,7 м³/с, что соответствует объёму стока 0,4 км³/год.
В реке обитают карп, сазан, голавль, лещ, линь, пескарь, язь, плотва, жерех, густера, судак, щука, окунь, ёрш, уклейка.
По данным Государственного водного реестра России, относится к Окскому бассейновому округу. Речной бассейн — Ока, речной подбассейн — бассейны притоков Оки до впадения Мокши, водохозяйственный участок — Ока от города Каширы до города Коломны, без реки Москвы.

## Притоки
(расстояние от устья)
- 0,4 км: река Матырка (пр)
- 28 км: река Уница (пр)
- 33 км: река Тюфитка (лв)
- 39 км: река Осётрик (пр)
- 50 км: река Незнанка (лв)
- 62 км: ручей Осётрик (пр)
- 92 км: река Велишка (пр)
- 110 км: река Пачога (пр)
- 114 км: река Кудесна (пр)
- 128 км: река Березинка (лв)
- 139 км: река Полосня (пр)
- 146 км: река Мордвес (лв)
- 157 км: река без названия, у села Исаково (лв)
- 167 км: река Венёвка (пр)
- 170 км: река Рудица (лв)
- 181 км: река Веркуша (Лесная Веркуша) (лв)

## Галерея
- Бассейн Оки
- Мост через Осётр
- Река Осётр в районе рабочего посёлка Серебряные Пруды
- Исток реки Осётр близ урочища Мелеховка
- Река Осётр пересекающая трассу M4